# Hoplitis insolita
Hoplitis insolita är en biart som först beskrevs av Raymond Benoist 1928.  Hoplitis insolita ingår i släktet gnagbin, och familjen buksamlarbin. Inga underarter finns listade i Catalogue of Life.